# Zygmunt Kubat
Zygmunt Kubat (ur. 13 lutego 1890 w Potoku Wielkim, zm. po 1945) – major administracji Wojska Polskiego, działacz niepodległościowy.

## Życiorys
Urodził się 13 lutego 1890 w Potoku Wielkim, w ówczesnym powiecie jędrzejowskim guberni kieleckiej, w rodzinie Józefa i matki z domu Habior.
W czasie I wojny światowej walczył w szeregach I batalionu 3 pułku piechoty Legionów Polskich. W czerwcu 1915 został ranny. Od 13 maja do 23 listopada 1918 był uczniem klasy „E” Szkoły Podchorążych w Warszawie. Po ukończeniu szkoły został mianowany podchorążym i przeniesiony do 32 pułku piechoty. W tym oddziale 14 marca 1919 został mianowany podporucznikiem piechoty.
1 czerwca 1921, w stopniu porucznika, pełnił służbę w Okręgowej Szkole Podoficerskiej Nr 1, a jego oddziałem macierzystym był 32 pułk piechoty. 3 maja 1922 został zweryfikowany w stopniu kapitana ze starszeństwem od 1 czerwca 1919 i 1029. lokatą w korpusie oficerów piechoty. Później został przeniesiony do 54 pułku piechoty w Tarnopolu i przydzielony do Doświadczalnego Centrum Wyszkolenia w Rembertowie. 23 grudnia 1927 został przeniesiony z 54 pp do kadry oficerów piechoty z pozostawieniem na dotychczas zajmowanym stanowisku w Departamencie Piechoty Ministerstwa Spraw Wojskowych. W grudniu 1928 został zwolniony z zajmowanego stanowiska w Dep. Piech. MSWojsk. z równoczesnym przydziałem do Powiatowej Komendy Uzupełnień Warszawa Miasto IV w celu odbycia praktyki poborowej. W lipcu 1929 został przeniesiony służbowo do PKU Warszawa Miasto IV na stanowisko pełniącego obowiązki kierownika I referatu administracji rezerw, lecz już w grudniu tego roku został przydzielony na takie samo stanowisko do PKU Warszawa Miasto III. We wrześniu 1930 został przeniesiony do Biura Uzupełnień MSWojsk. Od 31 lipca 1931 pełnił służbę w Departamencie Uzupełnień MSWojsk. w Warszawie. W grudniu 1932 ogłoszono jego przeniesienie do Dowództwa Okręgu Korpusu Nr I w stolicy. Na stopień majora został mianowany ze starszeństwem z 19 marca 1938 i 1. lokatą w korpusie oficerów administracji, grupa administracyjna. Był to tzw. „awans emerytalny”, związany z przeniesieniem w stan spoczynku.
Uczestniczył w kampanii wrześniowej jako oficer Dowództwa Okręgu Korpusu Nr I. 13 września 1939 w Zamościu dostał się do niewoli niemieckiej i został osadzony w Oflagu II E Neubrandenburg, a później przeniesiony do Oflagu II A Prenzlau.
Był żonaty z Władysławą. Mieszkał w Mazewie Dworskim.

## Ordery i odznaczenia
- Krzyż Niepodległości – 16 września 1931 „za pracę w dziele odzyskania niepodległości”[23][2][24][25]
- Krzyż Walecznych czterokrotnie[26][27]
- Srebrny Krzyż Zasługi – 10 listopada 1928[28][29]